# باشگاه فوتبال دپورتیوو لا کرونیا
رئال کلوب دیپورتیوو دِ لا کرونیا (به اسپانیایی: Real Club Deportivo de La Coruña, .S.A.D) یک باشگاه حرفه‌ای فوتبال در سگوندا دیویسیون است که در شهر لاکرونیا منطقهٔ گالیسیا در کشور اسپانیا قرار دارد.
این باشگاه در سال ۱۹۰۶ تأسیس شده‌است. دپورتیوو لاکرونیا یک بار و در فصل ۰۰–۱۹۹۹ فاتح لا لیگا شده‌است. آن‌ها همچنین پنج بار در جایگاه دوم لیگ را به پایان رسانده‌اند. دپورتیوو دو بار موفق به قهرمانی در جام حذفی اسپانیا و سه بار موفق به قهرمانی در سوپرجام اسپانیا شده‌است. در طی ۲۰ سال اخیر، سفید و آبی‌ها به‌طور معمول در جایگاه‌های بالایی جدول لا لیگا قرار گرفته‌اند؛ آن‌ها در ۱۶ فصل از ۱۹ فصل در نیمه بالایی جدول قرار گرفته‌اند و در جدول کلی لا لیگا، در جایگاه ۱۲ قرار دارند. بنابراین باشگاه در رقابت‌های اروپایی نیز حضور داشته‌است؛ این باشگاه ۵ دوره در لیگ قهرمانان اروپا شرکت کرده‌است که دو بار به مرحله یک چهارم نهایی راه یافته و یک بار در فصل ۰۴–۲۰۰۳ به نیمه نهایی این مسابقات راه یافته‌است. طرح سنتی لباس خانگی تیم دپورتیوو شامل پیراهن راه راه آبی و سفید به همراه شورت و جوراب آبی است. این تیم رقابت دیرینه و سنتی را با دیگر تیم این منطقه یعنی ستاویگو دارد؛ مسابقه بین این دو تیم با عنوان دربی گالیسیا شناخته می‌شود.

## افتخارات
لا لیگا
- قهرمان (۱): ۰۰–۱۹۹۹
- نایب قهرمان (۴): ۵۰–۱۹۴۹، ۹۴–۱۹۹۳، ۹۵–۱۹۹۴، ۰۱–۲۰۰۰، ۰۲–۲۰۰۱

کوپا دل ری
- قهرمان (۲): ۹۵–۱۹۹۴، ۰۲–۲۰۰۱

سوپرکاپ اسپانیا
- قهرمان (۳): ۱۹۹۵، ۲۰۰۰، ۲۰۰۲

سگوندا دیویژن
- قهرمان (۴): ۶۲–۱۹۶۱، ۶۴–۱۹۶۳، ۶۶–۱۹۶۵، ۶۸–۱۹۶۷
- نایب قهرمان (۴): ۴۱–۱۹۴۰، ۴۶–۱۹۴۵، ۴۸–۱۹۴۷، ۹۱–۱۹۹۰

سگوندا دیویژن - گروه اول
- قهرمان (۱): ۴۰–۱۹۳۹[۲]

لیگ صعود به لالیگا
- قهرمان (۱): ۵۳–۱۹۵۲[۳]

کوپا دی لالیگا
- نایب قهرمان (۱): ۸۳–۱۹۸۲[۴]

سگوندا دیویژن - ردهٔ بی
- نایب قهرمان (۱): ۸۱–۱۹۸۰

دسته سوم
- قهرمان (۱): ۷۵–۱۹۷۴